# Vient de paraître (film, 1949)
Pour les articles homonymes, voir Vient de paraître.
Pour plus de détails, voir Fiche technique et Distribution.
Vient de paraître est un film français réalisé par Jacques Houssin en 1949

## Synopsis
Satire des milieux de l'édition, mettant en scène un féroce patron, Moscat, un auteur à succès mais bellâtre, Maréchal, un autre auteur à succès mais fielleux, Bourgine, un écrivain rongé d'ambition, Brégaillon et le héros, Marc Fournier lauréat du prix Zola. De naïf, ce dernier devient vite redoutable, d'autant que les infidélités de sa femme lui ont fourni la matière d'un nouveau roman.

## Fiche technique
- Réalisation : Jacques Houssin
- Scénario : D'après la pièce d'Édouard Bourdet
- Adaptation : Michel Duran
- Dialogue : Édouard Bourdet
- Décors : Roland Quignon
- Photographie : Jacques Lemare
- Musique : Marcel Stern
- Son : Robert Teisseire
- Montage : Raymond Leboursier
- Production : Sidéral Films (France)
- Directeur de production : Paul Olive
- Pays :  France
- Format : Noir et blanc - 35 mm
- Genre : Comédie
- Durée : 97 minutes
- Date de sortie : 
  - France - 28 octobre 1949

## Distribution
- Pierre Fresnay : Moscat
- Blanchette Brunoy : Jacqueline
- Franck Villard : Maréchal
- Hélène Petit : Anne-Marie
- Henri Rellys : Marc Fournier
- Jean Brochard : Brégaillon
- Jean Ayme : Bourgine
- Jacques Mattler : Un écrivain
- Roger Vincent : Un écrivain
- André Carnège : Félix
- Pierre Ringel : Henri
- Nicolas Amato : Le maître d'hôtel
- Maurice Schutz : Le vieux maître
- Jean Duvaleix : Le maître d'hôtel du grand restaurant
- Léon Larive : Un éditeur
- Albert Michel : Un journaliste
- Jacques Dynam : Un journaliste
- Roland Fersen : Un journaliste
- Robert Le Fort : Un photographe
- Louis de Funès : figurant
- Marcel Charvey
- Henry Richard
- Renée Dennsy
- Marguerite de Morlaye
- Célia Cortez
- Rita Stoya
- Michèle Brabo
- Jacqueline Clément
- Jacques Courtin
- Jean Francey